# Galei Zahal
Die Galei Zahal (hebräisch גַּלֵּי צָהָ״ל Gallej ZaHaL, als Akronym Galaz (hebräisch גל״צ), „Wellen des Zahal“) ist ein vom israelischen Militär betriebener Rundfunksender. Galei Zahal sendet Unterhaltungs- und Informationsprogramme für israelische Soldaten, genauso wie Nachrichten, Musik, Verkehrsnachrichten und Bildungssendungen für die breite Öffentlichkeit. Der Standort des Senders ist Jaffa. Er ist der Nachfolger des Untergrundsenders der paramilitärischen Organisation Hagana, der sich seit dem 13. März 1940 auf der Frequenz 7137 kHz an die jüdische Bevölkerung auf dem Gebiet des britischen Völkerbundmandats für Palästina wandte.

## Geschichte
Der Sendebeginn von Galei Zahal war am 24. September 1950. Um 18.30 Uhr wurden die Ausstrahlungen mit einer Trompetenfanfare und der Nationalhymne Israels aufgenommen. Das improvisierte Studio befand sich in einer ehemaligen Schule in Ramat Gan. Im Gegensatz zur staatlichen Rundfunkstation Kan (Israeli Public Broadcasting Corporation) sind alle Sendungen von Galei Zahal in hebräischer Sprache.
Seit dem Jom-Kippur-Krieg im Jahr 1973 strahlt Galei Zahal sein Programm rund um die Uhr aus. Er war der erste israelische Hörfunksender mit einem 24-Stunden-Programm.
Nach eigenen Angaben will der Sender möglichst politisch neutral berichten, doch nimmt er die für alle israelischen Medien geltende Zensur durch das israelische Militär besonders ernst. Neben dem Hauptprogramm Galei Zahal, das sich vor allem aus Musik-, Magazin- und Nachrichtensendungen zusammensetzt, gibt es seit den 1980er Jahren ein zweites, inzwischen ganztägiges Programm, Galgalaz, das hauptsächlich Musik und Verkehrsnachrichten enthält.
Im Jahr 2015 hörten rund 25 Prozent aller Radiohörer in Israel täglich Galei Zahal. Laut Oren Soffer, Professor für Kommunikationswissenschaften, ist Galei Zahal ein Symbol für Pluralismus und journalistische Freiheit in den israelischen Medien.
Zu Beginn des Jahres 2021 mehrten sich Stimmen für eine Ablösung des Senders von den israelischen Streitkräften. Damit war die Sorge verbunden, der Bestand des Senders wäre gefährdet, wenn die staatliche Finanzierung wegfiele.